# モンザバス・エドワーズ
モンザバス・"レイ"・エドワーズ（Monzavous "Rae" Edwards、1981年5月7日 ‐ ）は、アメリカ合衆国・オペリカ出身で短距離走が専門の陸上競技選手。100mでは10秒00の自己ベストを持つ、2009年ベルリン世界選手権のアメリカ代表。ナイジェリアにルーツを持つため、2014年からはナイジェリアの選手として競技している。

## 経歴
1999年、オペリカ高校 (en) を卒業した。高校時代は最終学年にアラバマ州選手権男子100mで優勝を果たした。
2000年、全米ジュニア選手権とジュニアカレッジ（JUCO）選手権で男子100mと男子200mの2冠を達成。世界ジュニア選手権の男子100mと男子200mに出場し、ともに準決勝まで進出した。
2003年、全米選手権の男子100m予選で10秒09（+1.0）の自己ベスト（当時）をマークすると、準決勝も10秒28（-2.1）で通過し、初めて決勝に進出した。迎えた決勝は10秒25（+1.6）の6位（当時）に終わった。後にティム・モンゴメリのドーピングによって順位が5位に繰り上がった。
2004年、7月25日のノーウィッチユニオン国際（Norwich Union International）のドーピング検査でテトラヒドロカンナビノールに陽性反応を示したため警告を受けた。大会では男子100mで3位に入っていたが失格となった。
2005年、全米選手権の男子100m準決勝で10秒09（+1.0）の自己ベストタイ（当時）をマークし、2年ぶりに決勝に進出した。決勝では10秒35（-2.3）で6位に入り、ヘルシンキ世界選手権の男子4×100mリレーアメリカ代表の座を掴んだが、大会で出番は回ってこなかった。
2009年、全米選手権の男子100m予選を9秒98（+3.4）、準決勝を10秒00（+4.0）でそれぞれ通過し、4年ぶりに決勝に進出すると、迎えた決勝ではマイク・ロジャース（9秒91）、ダービス・パットン（9秒92）に次ぐ10秒00（+3.1）の3位に入った。この結果、ベルリン世界選手権の男子100mアメリカ代表に選出され、初めて出場したシニア世界大会では準決勝まで進出した。
2010年、全米選手権の男子100mで2年連続の決勝に進出し、10秒35（-1.5）で5位に入った。
2012年-2013年、怪我に悩まされた。
2014年、アメリカとナイジェリアの二重国籍を保持していたため（祖父母がナイジェリア人）、ナイジェリアの選手として競技を開始した。ナイジェリア選手権で2位に入り、英連邦競技大会とアフリカ選手権のナイジェリア代表に選出されると、アフリカ選手権では男子4×100mリレーで優勝に貢献した（男子100mは3位）。
2016年、リオデジャネイロオリンピック男子100mの参加標準記録（10秒16）をギリギリ突破する10秒16（+1.9）をマークし、35歳にしてオリンピック代表の座を初めて掴んだ。しかし、オリンピックマークのタトゥーを入れるなどオリンピック出場を心待ちにしていたが、ナイジェリアオリンピック委員会のエントリーミスにより出場は叶わなかった。

## 自己ベスト
記録欄の（　）内の数字は風速（m/s）で、+は追い風を意味する。
| 種目 | 記録          | 年月日        | 場所           | 備考           |
| 屋外 | 屋外          | 屋外          | 屋外           | 屋外           |
| ---- | ------------- | ------------- | -------------- | -------------- |
| 100m | 10秒00 (+1.4) | 2010年6月12日 | ニューヨーク   |                |
| 100m | 9秒98w (+3.4) | 2009年6月25日 | ユージーン     | 追い風参考記録 |
| 200m | 20秒17 (+0.3) | 2009年5月24日 | ベレン         |                |
| 室内 |               |               |                |                |
| 50m  | 5秒78         | 2009年2月10日 | リエヴァン     |                |
| 60m  | 6秒57         | 2008年2月24日 | ボストン       |                |
| 200m | 21秒09        | 2008年2月10日 | カールスルーエ |                |

## 主要大会成績
| 年             | 大会                        | 場所             | 種目           | 結果           | 記録           | 備考                 |
| アメリカ合衆国 | アメリカ合衆国              | アメリカ合衆国   | アメリカ合衆国 | アメリカ合衆国 | アメリカ合衆国 | アメリカ合衆国       |
| -------------- | --------------------------- | ---------------- | -------------- | -------------- | -------------- | -------------------- |
| 2000           | 世界ジュニア選手権          | サンティアゴ     | 100m           | 準決勝         | 10秒51 (-0.3)  |                      |
| 2000           | 世界ジュニア選手権          | サンティアゴ     | 200m           | 準決勝         | DNF            | 2次予選21秒32 (-1.6) |
| 2007           | 北中米カリブ選手権 (en)     | サンサルバドル   | 100m           | 2位            | 10秒32 (+0.8)  |                      |
| 2007           | 北中米カリブ選手権 (en)     | サンサルバドル   | 4x100mR        | 優勝           | 38秒99 (4走)   |                      |
| 2007           | パンアメリカン競技大会 (en) | リオデジャネイロ | 4x100mR        | 3位            | 38秒88 (2走)   |                      |
| 2009           | 世界選手権                  | ベルリン         | 100m           | 準決勝         | 10秒14 (-0.2)  |                      |
| 2010           | コンチネンタルカップ (en)   | スプリト         | 100m           | 4位            | 10秒23 (+0.7)  | アメリカ大陸代表     |
| 2011           | パンアメリカン競技大会 (en) | グアダラハラ     | 100m           | 予選           | 10秒53 (-0.2)  |                      |
| 2011           | パンアメリカン競技大会 (en) | グアダラハラ     | 4x100mR        | 優勝           | 39秒17 (4走)   |                      |
| ナイジェリア   |                             |                  |                |                |                |                      |
| 2014           | 英連邦競技大会 (en)         | グラスゴー       | 100m           | 準決勝         | 10秒30 (-0.5)  |                      |
| 2014           | 英連邦競技大会 (en)         | グラスゴー       | 4x100mR        | 6位            | 40秒17 (2走)   |                      |
| 2014           | アフリカ選手権 (en)         | マラケシュ       | 100m           | 3位            | 10秒16 (+0.4)  |                      |
| 2014           | アフリカ選手権 (en)         | マラケシュ       | 4x100mR        | 優勝           | 38秒80 (2走)   |                      |
| 2014           | コンチネンタルカップ (en)   | マラケシュ       | 4x100mR        | 3位            | 39秒10 (2走)   | アフリカ大陸代表     |